# Borusan Istanbul Philharmonic Orchestra
Das Borusan Istanbul Philharmonic Orchestra (BIPO), türkisch Borusan İstanbul Filarmoni Orkestrası, ist ein 1993 als Kammerorchester gegründetes türkisches Sinfonieorchester.

## Geschichte
Der Aufbau des Orchesters wurde von dem türkischen Mischkonzern Borusan initiiert mit dem Ziel polyphone Musik einem breiten türkischen Publikum näherzubringen. Das Orchester wuchs rasch, so dass es 1999 zu einem kompletten Symphonieorchester wurde. Im selben Jahr wurde Gürer Aykal zum Generalmusikdirektor und ständigem Chefdirigenten des Orchesters ernannt.
Am 13. Mai 1999 fand im Yildiz-Palast Silahhane auf der europäischen Seite Istanbuls das erste Konzert des Borusan Istanbul Philharmonic Orchestra statt und bald danach wurden auch Konzerte auf der anatolischen Seite der Stadt veranstaltet. Bereits Ende 1999 spielte das BIPO zwei Konzerte im Monat, jeweils eines auf jeder Seite des Bosporus, in der Lütfi Kırdar Konzerthalle auf der europäischen Seite und im Kadiköy Volksbildungszentrum auf der asiatischen Seite. Dieses Format bestimmt bis heute das Konzertprogramm mit insgesamt 24 Aufführungen pro Jahr, wobei die Konzerte auf der anatolischen Seite heute im Caddebostan Kulturzentrum stattfinden und auf europäischer Seite der Konzertsaal des Zorlu PSM Turkcell Sahnesi im Stadtteil Beşiktaş genutzt wird. Dieser Saal gilt als der größte Konzertsaal von Istanbul, der ist Teil eines großen Hotel- und Einkaufszentrums im Norden Istanbuls (Metrostation Gayrettepe mit direktem Zugang über Personentunnel).

## Musikalisches Programm und Konzerte

### Die Saison 2005–2006
Die Konzertsaison des Orchesters begann im September in Athen mit einer Aufführung von Oresteia, von Iannis Xenakis. Das BIPO wurde im Konzert von einem griechischen Chor und Solisten begleitet. In Istanbul wurde die Saison mit einem Konzert mit dem Gastsolisten Fazıl Say eröffnet. Das BIPO trat danach nochmals im November in Athen auf, im besonderen Rahmen der Megaron Konzerthalle, und präsentierte Werke türkischer Komponisten unter der Begleitung des griechischen Pianisten Dimitris Sgouros. Ebenfalls im November 2005 eröffnete das Orchester das Eskişehir International Music Festival. Darauf folgte ein Abend in Istanbul mit der russischen Mezzosopranistin  Olga Borodina. In der verbleibenden Spielzeit gab es Gastauftritte von Solisten wie Emre Şen, Steven Isserlis, Joanna MacGregor und Domenico Nordio sowie ein Konzert mit dem Gastdirigenten Rengim Gökmen.

### Die Saison 2006–2007
Die achte Saison des Orchesters wurde im September 2006 mit  der Aufführung von Dmitri Schostakowitschs 14. Symphonie, begleitet durch die Solisten Irina Rubstova und Dimitru Stepanovic, eröffnet. Im Oktober reiste das BIPO nach Brüssel, um dort im Rahmen der TÜSİAD Türkei-Europa Woche ein Sonderkonzert zum ersten Jahrestag des Verhandlungsbeginns zwischen der Türkei und der EU über eine Vollmitgliedschaft der Türkei zu geben. Zu diesem  Anlass spielte das BIPO unter der Leitung von Gürer Aykal Werke von Franz Schubert, Wolfgang Amadeus Mozart und Ferit Tüzün im Palais des Beaux Arts.
Zurück in Istanbul folgten Konzerte mit Solisten wie den türkischen Pianisten Gülsin Onay und Emrecan Yavuz, dem argentinischen Bandoneon-Virtuosen und Komponisten Dino Saluzzi, dem Pianisten Peter Jablonski, dem Dirigenten Alain Paris und dem  Juilliard String Quartet.
Im Laufe der Jahre spielte das Orchester mit den Solisten Maxim Vengerov, Vadim Gluzman, Dimitris Sgouros, Alexander Rudin, Suna Kan, Idil Biret, Fazıl Say, Ayşegül Sarıca, Meral Güneyman, Ayla Erduran, Verda Erman, Gülsin Onay, Anna Tomowa-Sintow, Olga Kern, Corey Cerovsek und Stanislav Ioudenitch zusammen. Gastdirigenten waren Igor Oistrach, Emil Tabakov, Giuseppe Lanzetta, Fabiano Monica, Alain Paris und Ender Sakpınar.  Darüber hinaus wurde das BIPO auch durch den Wiener Singverein begleitet.
Eine beliebte Tradition sind die alljährlichen Neujahrskonzerte.

### Die Saison 2007–2008
Diese Saison eröffnete das Borusan Istanbul Philharmonic Orchestra im Oktober mit einem Konzert, dirigiert von Gürer Aykal mit dem jungen kanadischen Geiger James Ehnes als Solisten. Werke von A. Adnan Saygun, zur Erinnerung an den hundertsten Jahrestag seiner Geburt, und von Sibelius, zur Ehrung seines fünfzigsten Todestages, wurden aufgeführt. Das November-Konzert wurde von Josep Caballé Domenech dirigiert, Gastsolist war der Pianist Emre Şen. Im Neujahrskonzert im Dezember begleitete das Orchester unter Gürer Aykal den Solisten Turgay Hilmi in einem für Alphorn geschriebenen Werk.
Gäste in dieser Saison waren unter anderen der Dirigent Andreas Schüller, das Klavierduo Ferhan & Ferzan Önder, Ayhan Uştuk, Çağ Erçağ, Özcan Ulucan, John Lill und der Dirigent Sascha Goetzel. Für das Gala-Konzert konnte das Orchester den prominenten Philharmonia Chor begrüßen und zum ersten Mal in der Türkei Dvořáks Requiem aufführen.
Die Eröffnungskonzerte der nächsten Saison des BIPO, am 19. und 20. November 2008, wurden von Gürer Aykal dirigiert, der zuletzt zum Ehrendirigenten des Orchesters ernannt wurde.

### Die Saison 2021–2022
Die Konzerte dieser Saison fanden im Konzertsaal des Zorlu PSM Turkcell Sahnesi im Stadtteil Beşiktaş statt.
Unter Patrick Hahn als Dirigent und Alice Sara als Pianistin fand die Saisoneröffnung mit Werken von Rautavaara (in the Beginning), Ravel (Klavierkonzert in D-Dur für die linke Hand) und Mahler (1. Symphonie in D-Dur, „Der Titan“) statt. Nach einer Reihe anderer Konzerte wäre am 12. Mai 2022 als Saisonschluss eine Aufführung der 9. Symphonie von Beethoven unter dem Dirigenten Sascha Goetzel mit dem Bach-Chor aus Salzburg geplant gewesen, der bereits mehrmals mit dem Orchester aufgetreten war. Dieses Konzert fand nicht statt. Stattdessen fand am selben Termin ein Solistenkonzert mit Ceren Aydin (Sopran), Elena Maximova (Mezzosopran), Peter Sonn (Tenor) und Bogdan Baciu (Bariton) statt, in dem Werke von Wagner, Verdi, Puccini, Lehar, Strauss (Don Juan), Bizet, Brahms u. a. dargeboten wurden.

## Musikdirektor und Chefdirigent
Nach einem einjährigen Auswahlverfahren in der Saison 2007/2008, an dem Gastdirigenten aus vier Nationen teilnahmen, bestimmte eine internationale Jury den österreichischen Dirigenten Sascha Goetzel zum neuen Musikdirektor des Symphonieorchesters, eine Position, die er von 2008 bis 2020 bekleidete.
Goetzel übernahm diese Position von Gürer Aykal, dem Gründungsdirektor des Orchesters, der auch heute noch dem Orchester als Ehrendirigent verbunden ist. Aufgaben für Sascha Goetzel waren die Vorbereitung von Konzerttourneen und Gastkonzerten des Orchesters im Rahmen wichtiger europäischer Musikfestivals. Das Orchester übernahm eine besondere Rolle beim Istanbul Festival 2010, als Istanbul Europäische Kulturhauptstadt war. Unter Goetzel trat das Orchester bei den Salzburger Festspielen, bei den BBC Proms, im Wiener Musikverein und im Concertgebouw Amsterdam auf.
Seit der Spielzeit 2021/2022 ist Patrick Hahn Erster Gastdirigent und künstlerischer Berater des Orchesters.